# Eva Zatloukalová
Eva Zatloukalová  (* 3. února 1958, Prostějov) je česká pedagožka, ochránkyně přírody a předsedkyně ČSOP Iris Prostějov.

## Životopis
Po studiu na Gymnáziu Jiřího Wolkera v Prostějově vystudovala učitelství matematiky a přírodovědy na Přírodovědecké fakultě Univerzity Palackého v Olomouci. V letech 1982–2018 vyučovala na základních školách na Prostějovsku.
Je členkou Českého svazu ochránců přírody; od roku 2005 vede ČSOP Iris Prostějov, od roku 2009 také ZO ČSOP Bělozářka. Přes dvacet let byla členkou komise životního prostředí Statutárního města Prostějova.

## Dílo (výběr)
- ZATLOUKALOVÁ, Eva: Invaze do Prostějova. Veronica – časopis pro ochranu přírody a krajiny, 5/2010, s. 10.
- ZATLOUKALOVÁ, Eva: Pozemkový spolek Prostějovsko. Prostějov 2009. ISBN 978-80-254-5763-4.
- ZATLOUKALOVÁ, Eva – SOUČKOVÁ, Eva: Invazivní rostliny na Prostějovsku aneb dobyvatelé naší přírody. Prostějov 2009. ISBN 978-80-254-5764-1.

## Ocenění
- Cena města Prostějova (2013)[4][5]